# ASCII

94 znaki drukowalne możliwe do zapisania w kodzie ASCII

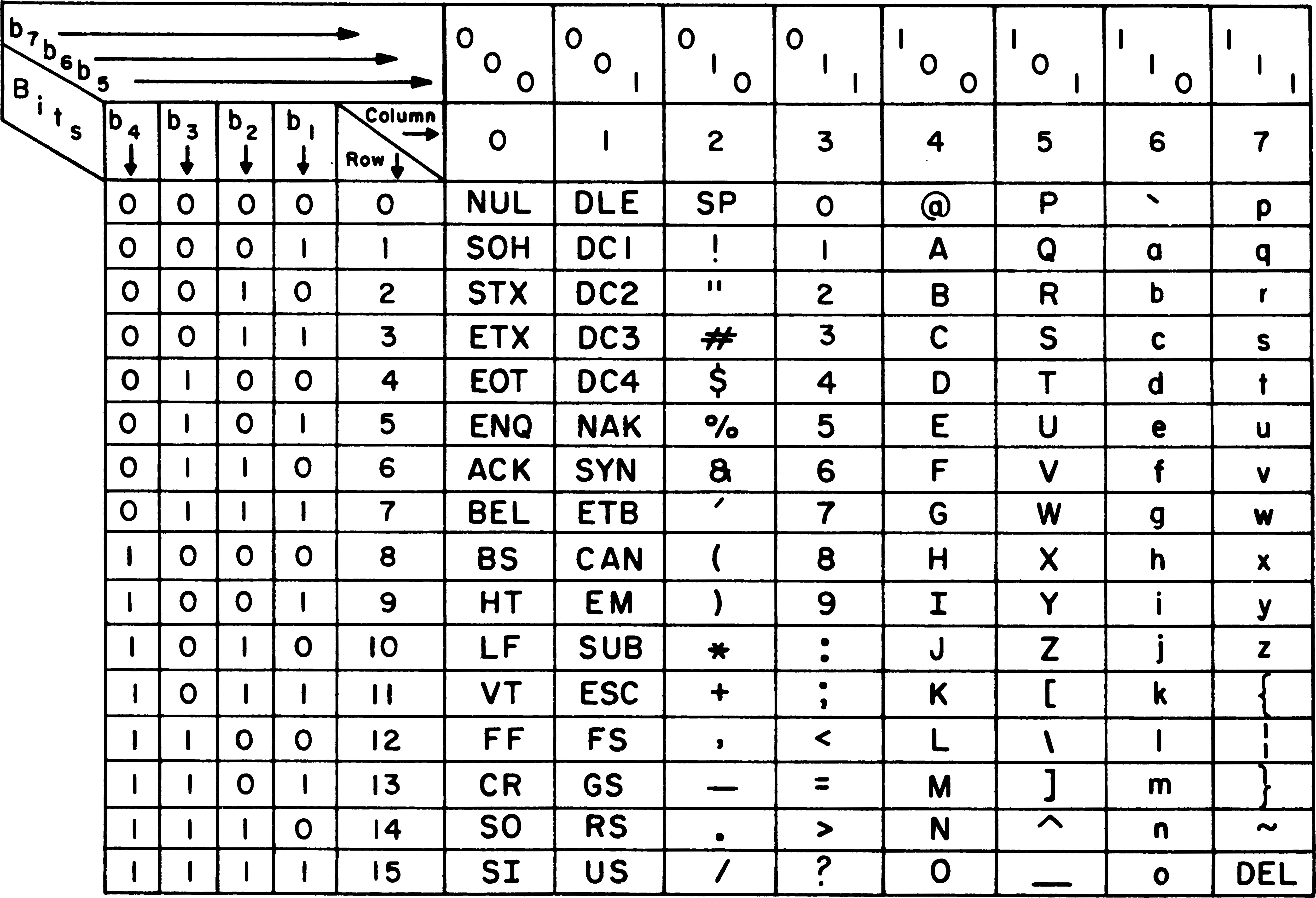
Tabela kodu ASCII z instrukcji obsługi drukarki pochodzącej sprzed 1972 roku (b1 oznacza najmniej znaczący bit)

ASCII (czyt. aski, skrót od ang. American Standard Code for Information Interchange) – siedmiobitowy system kodowania znaków, używany we współczesnych komputerach oraz sieciach komputerowych, a także innych urządzeniach wyposażonych w mikroprocesor. Przyporządkowuje liczbom z zakresu 0−127: litery alfabetu łacińskiego języka angielskiego, cyfry, znaki przestankowe i inne symbole oraz polecenia sterujące. Na przykład litera „a” jest kodowana jako liczba 97, a znak spacji jest kodowany jako 32. Większość współczesnych systemów kodowania znaków jest rozszerzeniem standardu ASCII.
ASCII jest tradycyjną nazwą tego zestawu znaków, jednak IANA zaleca używanie określenia US-ASCII, które podkreśla pochodzenie standardu, oraz to, pod kątem jakich znaków był projektowany (ASCII nie zawiera na przykład liter diakrytyzowanych, powszechnych w alfabetach europejskich).
ASCII znajduje się na liście kamieni milowych IEEE.

## Przegląd
Standard ASCII został stworzony na podstawie kodu telegraficznego. Prace nad nim rozpoczęły się 6 października 1960 roku, podczas pierwszego spotkania grupy X3.2 American National Standards Institute (ANSI). Trzy lata później, w 1963 roku, została udostępniona pierwsza wersja standardu ASCII. W porównaniu do wcześniejszych systemów kodowania znaków, ten zestaw znaków był wygodny w użyciu do sortowania alfabetycznego tekstów, zmiany wielkości znaków, a także wspierał urządzenia inne niż dalekopisy. Od czasu wprowadzenia na rynek, ASCII został czterokrotnie zaktualizowany – w 1967, 1968 , 1977 i 1986 roku.
Każdy znak w kodzie ASCII jest przedstawiany jako 7-bitowa liczba całkowita. 95 spośród nich stanowią znaki drukowalne: małe i wielkie litery alfabetu łacińskiego, cyfry, znaki przestankowe oraz inne symbole. Standard ten został stworzony do obsługi języka angielskiego, dlatego pośród liter, które znajdują się w tabeli, nie ma żadnych diakrytyzowanych. Większość znaków sterujących jest dzisiaj przestarzała – zostały one pomyślane głównie dla dalekopisów.
Standard ASCII był najpopularniejszym zestawem znaków używanym w internecie do grudnia 2007, kiedy to został zastąpiony przez UTF-8. Kodowanie UTF-8 jest wstecznie kompatybilne z ASCII.

## Historia
Kod ASCII został opublikowany jako standard ASA X3.4-1963. Zestaw znaków w niewielkim stopniu różnił się od obecnego. Nieprzypisana była 1 sekwencja sterująca oraz 28 pozycji zarezerwowanych do późniejszego wykorzystania. W grupie roboczej toczyła się dyskusja, czy należy do kodu wprowadzić małe litery, czy też więcej znaków sterujących. W maju 1963 zadecydowano, by tzw. patyki szósty i siódmy wypełnić małymi literami alfabetu łacińskiego. Spowodowało to, że między wielką a małą literą jest tylko jeden bit różnicy (np. literze „A” jest przyporządkowany kod 65 (1000001), a „a” – 97 (1100001)), co ułatwiało konstruowanie klawiatur oraz porównywanie tekstów nieuwzględniające wielkości liter. Ta zmiana weszła do standardu ASCII dopiero w 1967 roku.
Do standardu ASCII z 1963 roku zostały wprowadzone jeszcze następujące zmiany:
- wprowadzenie znaków takich jak nawiasy klamrowe oraz kreska pionowa[20],
- zmiana nazwy niektórych kodów kontrolnych (np. SOM zmieniono na SOH),
- przeniesienie lub usunięcie niektórych znaków kontrolnych (np. usunięto RU)[21].

Standard ASCII był uaktualniany czterokrotnie – w latach 1967, 1968, 1977 i 1986. Przygotowany został także piąty standard – z 1965 roku, ale nie został opublikowany (mimo wszystko był używany przez niektóre maszyny IBM) .

## Założenia przyjęte podczas projektowania

### Liczba bitów
Grupa X3.2 projektowała ASCII na podstawie dawniejszych zestawów znaków, przeznaczonych dla dalekopisów. Zawierały one 26 liter, 10 cyfr oraz od 11 do 25 symboli. Aby uwzględnić je wszystkie oraz znaki kontrolne zgodne ze standardami CCITT ITA2 (1924), FIELDATA (1956–57) oraz wczesnym EBCDIC (1963), potrzeba było więcej niż 64 znaki. Można by je zmieścić na 6 bitach, używając dwóch zestawów znaków i specjalnych kodów SHIFT zmieniających używany zestaw (jak np. w ITA2). Jednak wiadomości zakodowane w ten sposób łatwo mogły ulec zniekształceniu, ponieważ przekłamanie podczas transmisji kodu SHIFT mogłoby zmienić brzmienie dużej części tekstu. Grupa odpowiedzialna za sformułowanie standardu ASCII sprzeciwiała się temu, dlatego kod musiał używać co najmniej 7 bitów na jeden znak.
Rozważano także wykorzystanie ośmiu bitów, co pozwoliłoby na zastosowanie większego zestawu znaków, jednak zadecydowano, że ASCII będzie siedmiobitowy, ponieważ każdy dodatkowy bit zwiększyłby długość wiadomości, a co za tym idzie – również koszt jej przesłania. Ówczesne karty dziurkowane mogły przechować na jednej pozycji osiem bitów, co można było wykorzystać do przechowywania bitu parzystości. Urządzenia niestosujące kontroli błędów przechowywały tam 0. Niektóre drukarki korzystały z ósmego bitu, by obsługiwać kursywę.

### Podział na grupy znaków
Kod ASCII został podzielony na dwie grupy – dwa patyki (zerowy i pierwszy) przeznaczone na znaki sterujące oraz sześć patyków (od drugiego do siódmego) zawierających znaki drukowalne (wyjątkiem jest znak 127: DEL). Znak spacji został umieszczony pod adresem 0x20, czyli przed wszystkimi innymi literami, aby ułatwić sortowanie. Z tego samego względu, wiele symboli używanych jako separatory znajduje się przed literami i cyframi – na patyku drugim. Grupa robocza zadecydowała, że wydzielenie sensownego 64-znakowego (sześciobitowego) alfabetu z ASCII ma być łatwe i taki alfabet powinien być jednym ciągłym blokiem. Z tego powodu małe litery nie są przeplecione z wielkimi. Wielka litera A została umieszczona na pozycji 0x41, w celu zgodności z brytyjską propozycją standardu kodowania znaków. Cyfry 0–9 składają się z bitów 011 oraz, następującej po nich, binarnej reprezentacji liczb odpowiadających każdej z cyfr. Ułatwia to konwersję liczb na system binary-coded decimal.
Pozycja większości znaków niealfanumerycznych jest związana z ich umiejscowieniem na klawiaturach mechanicznych maszyn do pisania. Standardowy układ klawiszy pochodzi z maszyny Remington No. 2 z 1878 roku, pierwszej z klawiszem ⇧ Shift. Klawiszom 23456789- odpowiadały, kolejno, znaki "#$%_&'(). Początkowo, na klawiaturach maszyn do pisania nie używano cyfr 0 i 1, ponieważ mogły one być zastąpione przez O (wielkie o) oraz l (małe L). Pary 1! oraz 0) stały się popularne, gdy klawisze z tymi cyframi weszły do użycia. Znaki !"#$% zostały umieszczone na drugim patyku, obok odpowiadających im cyfr. Ze względu na to, że zero znajduje się w tabeli kodu ASCII obok spacji i nie można tam wstawić nawiasu zamykającego, znak podkreślenia został usunięty (wstawiono go w 1967 roku za wielkimi literami), a za procentem znajdują się znaki odpowiadające kolejnym cyfrom (tj. &'()). Taki układ był często spotykany na europejskich maszynach do pisania. Para znaków /? pochodzi również z maszyny No. 2, natomiast ,< .> były używane tylko na części klawiatur. Na pozostałych kropkę i przecinek można było wpisać zarówno z naciśniętym klawiszem ⇧ Shift, jak i bez niego. Standard ASCII rozbił znaki ;:, spotykane dotąd na jednym klawiszu, oraz zmienił układ symboli matematycznych (zamiast najczęstszego wariantu -* =+ było :* ;+ -=).
Niektóre, popularne w USA znaki, takie jak ½¼¢, nie zostały uwzględnione, podczas gdy wprowadzono: diakrytyki ^`~ do użytku międzynarodowego oraz znaki <>\|. Symbol @ nie był powszechny w Europie, dlatego grupa X3.2 spodziewała się umieszczenia w jego miejscu litery À we francuskiej odmianie standardu. Z tego względu małpa została umieszczona na pozycji 0x40, czyli tuż przed wielkim A.
Najważniejszymi kodami sterującymi były: Start of message (SOM), End of address (EOA), End of message (EOM), End of transmission (EOT), Who are you? (WRU), Are you? (RU), Reserved device control (DC0), Synchronous idle (SYNC) i Acknowledge (ACK). Zostały one rozmieszczone w ten sposób, by odległość Hamminga między nimi była jak największa.

## Podział

### Znaki sterujące
Standard ASCII przeznacza pierwsze 32 kody (0–31) na znaki sterujące. Nie są one przeznaczone do przenoszenia drukowalnych symboli, lecz do sterowania urządzeniem odbierającym dane. Na przykład, znak 10 (LF) oznaczający przejście do nowej linii, powoduje przesunięcie papieru w drukarce, a znak 8, czyli Backspace powodował cofnięcie karetki o jedno pole. ASCII nie definiuje żadnego mechanizmu pozwalającego na formatowanie tekstu w obrębie jednej linii.

### Znaki drukowalne
Kody 0x20 – 0x7E reprezentują litery, cyfry oraz inne, możliwe do wyświetlenia na ekranie, symbole. Standard ASCII definiuje łącznie (wliczając spację) 95 znaków drukowalnych:  !"#$%&'()*+,-./0123456789:;<=>?@ABCDEFGHIJKLMNOPQRSTUVWXYZ[\]^_`abcdefghijklmnopqrstuvwxyz{|}~
Wcześniejsze wersje ASCII zawierały strzałkę do góry zamiast karety oraz strzałkę w lewo zamiast znaku podkreślenia.

## Rozszerzenia
Ponieważ kod ASCII jest 7-bitowy, a większość komputerów operuje na 8-bitowych bajtach, dodatkowy bit można wykorzystać na powiększenie zbioru kodowanych znaków do 256 symboli. Powstało wiele różnych rozszerzeń ASCII, ponad 220 stron kodowych DOS i Windows, wykorzystujących ósmy bit (np. norma ISO 8859, rozszerzenia firm IBM lub Microsoft) nazywanych stronami kodowymi. Również kodowanie UTF-8 można uważać za rozszerzenie ASCII, tutaj jednak dodatkowe znaki są kodowane na 2 i więcej bajtach. Formalnie, mianem rozszerzeń ASCII można nazwać jedynie te standardy, które zachowują układ pierwszych 128 znaków i dodają nowe na końcu tabeli.

### Zestawy 7-bitowe
ASCII było od początku projektowane jako jedna z wielu narodowych wersji międzynarodowego zestawu znaków. W Europie popularny był standard ISO 646, oparty na ASCII, który rezerwował określone pozycje (odpowiadające m.in. znakom: {}[]|\^~#$) dla liter używanych w narodowych językach oraz dla lokalnego symbolu waluty.
Ze względu na to, że niektóre symbole zamieniono w ISO 646 na litery, programista w Europie musiał wybrać, czy chce na swoim komputerze korzystać z lokalnych liter, czy też z pierwotnie przypisanych znaków. Wybranie pierwszego powodowało, że kod stawał się mniej czytelny – zamiast { a[i] = '\n'; } w polskiej odmianie standardu wyświetlone zostałoby ł aźiń = '\n'; ć.

### Zestawy 8-bitowe
Wraz z rozwojem komputerów oraz spadkiem kosztów transmisji danych, zaczęły się pojawiać 8-bitowe zestawy znaków. Pojawiły się standardy z rodziny ISO 8859 oraz Windows-125x, które zapewniały obsługę liter narodowych używając do tego zakresu 128–255, jednocześnie pozostawiając nietknięty obszar wspólny z ASCII. Alfabet polski był wspierany przez kodowanie ISO 8859-2 oraz Windows-1250.

### Unicode
Unicode oraz Universal Character Set (UCS, ISO 10646) obsługują znacznie większą liczbę znaków, dzięki czemu wszystkie alfabety używane na świecie mogą zostać umieszczone w jednym kodowaniu. Są one wstecznie kompatybilne z ASCII (tekst składający się wyłącznie ze znaków 0–127 ma taką samą reprezentację w obu standardach).

## Tabela kodów ASCII
| Bin       | Dec | Hex | Znak                      | Skrót |
| --------- | --- | --- | ------------------------- | ----- |
| 0000 0000 | 0   | 00  | Null                      | NUL   |
| 0000 0001 | 1   | 01  | Start of Heading          | SOH   |
| 0000 0010 | 2   | 02  | Start of Text             | STX   |
| 0000 0011 | 3   | 03  | End of Text               | ETX   |
| 0000 0100 | 4   | 04  | End of Transmission       | EOT   |
| 0000 0101 | 5   | 05  | Enquiry                   | ENQ   |
| 0000 0110 | 6   | 06  | Acknowledge               | ACK   |
| 0000 0111 | 7   | 07  | Bell                      | BEL   |
| 0000 1000 | 8   | 08  | Backspace                 | BS    |
| 0000 1001 | 9   | 09  | Horizontal Tab            | HT    |
| 0000 1010 | 10  | 0A  | Line Feed                 | LF    |
| 0000 1011 | 11  | 0B  | Vertical Tab              | VT    |
| 0000 1100 | 12  | 0C  | Form Feed                 | FF    |
| 0000 1101 | 13  | 0D  | Carriage Return           | CR    |
| 0000 1110 | 14  | 0E  | Shift Out                 | SO    |
| 0000 1111 | 15  | 0F  | Shift In                  | SI    |
| 0001 0000 | 16  | 10  | Data Link Escape          | DLE   |
| 0001 0001 | 17  | 11  | Device Control 1 (XON)    | DC1   |
| 0001 0010 | 18  | 12  | Device Control 2          | DC2   |
| 0001 0011 | 19  | 13  | Device Control 3 (XOFF)   | DC3   |
| 0001 0100 | 20  | 14  | Device Control 4          | DC4   |
| 0001 0101 | 21  | 15  | Negative Acknowledge      | NAK   |
| 0001 0110 | 22  | 16  | Synchronous Idle          | SYN   |
| 0001 0111 | 23  | 17  | End of Transmission Block | ETB   |
| 0001 1000 | 24  | 18  | Cancel                    | CAN   |
| 0001 1001 | 25  | 19  | End of Medium             | EM    |
| 0001 1010 | 26  | 1A  | Substitute                | SUB   |
| 0001 1011 | 27  | 1B  | Escape                    | ESC   |
| 0001 1100 | 28  | 1C  | File Separator            | FS    |
| 0001 1101 | 29  | 1D  | Group Separator           | GS    |
| 0001 1110 | 30  | 1E  | Record Separator          | RS    |
| 0001 1111 | 31  | 1F  | Unit Separator            | US    |

| Bin       | Dec | Hex | Znak   |
| --------- | --- | --- | ------ |
| 0010 0000 | 32  | 20  | Spacja |
| 0010 0001 | 33  | 21  | !      |
| 0010 0010 | 34  | 22  | "      |
| 0010 0011 | 35  | 23  | #      |
| 0010 0100 | 36  | 24  | $      |
| 0010 0101 | 37  | 25  | %      |
| 0010 0110 | 38  | 26  | &      |
| 0010 0111 | 39  | 27  | '      |
| 0010 1000 | 40  | 28  | (      |
| 0010 1001 | 41  | 29  | )      |
| 0010 1010 | 42  | 2A  | *      |
| 0010 1011 | 43  | 2B  | +      |
| 0010 1100 | 44  | 2C  | ,      |
| 0010 1101 | 45  | 2D  | -      |
| 0010 1110 | 46  | 2E  | .      |
| 0010 1111 | 47  | 2F  | /      |
| 0011 0000 | 48  | 30  | 0      |
| 0011 0001 | 49  | 31  | 1      |
| 0011 0010 | 50  | 32  | 2      |
| 0011 0011 | 51  | 33  | 3      |
| 0011 0100 | 52  | 34  | 4      |
| 0011 0101 | 53  | 35  | 5      |
| 0011 0110 | 54  | 36  | 6      |
| 0011 0111 | 55  | 37  | 7      |
| 0011 1000 | 56  | 38  | 8      |
| 0011 1001 | 57  | 39  | 9      |
| 0011 1010 | 58  | 3A  | :      |
| 0011 1011 | 59  | 3B  | ;      |
| 0011 1100 | 60  | 3C  | <      |
| 0011 1101 | 61  | 3D  | =      |
| 0011 1110 | 62  | 3E  | >      |
| 0011 1111 | 63  | 3F  | ?      |

| Bin       | Dec | Hex | Znak |
| --------- | --- | --- | ---- |
| 0100 0000 | 64  | 40  | @    |
| 0100 0001 | 65  | 41  | A    |
| 0100 0010 | 66  | 42  | B    |
| 0100 0011 | 67  | 43  | C    |
| 0100 0100 | 68  | 44  | D    |
| 0100 0101 | 69  | 45  | E    |
| 0100 0110 | 70  | 46  | F    |
| 0100 0111 | 71  | 47  | G    |
| 0100 1000 | 72  | 48  | H    |
| 0100 1001 | 73  | 49  | I    |
| 0100 1010 | 74  | 4A  | J    |
| 0100 1011 | 75  | 4B  | K    |
| 0100 1100 | 76  | 4C  | L    |
| 0100 1101 | 77  | 4D  | M    |
| 0100 1110 | 78  | 4E  | N    |
| 0100 1111 | 79  | 4F  | O    |
| 0101 0000 | 80  | 50  | P    |
| 0101 0001 | 81  | 51  | Q    |
| 0101 0010 | 82  | 52  | R    |
| 0101 0011 | 83  | 53  | S    |
| 0101 0100 | 84  | 54  | T    |
| 0101 0101 | 85  | 55  | U    |
| 0101 0110 | 86  | 56  | V    |
| 0101 0111 | 87  | 57  | W    |
| 0101 1000 | 88  | 58  | X    |
| 0101 1001 | 89  | 59  | Y    |
| 0101 1010 | 90  | 5A  | Z    |
| 0101 1011 | 91  | 5B  | [    |
| 0101 1100 | 92  | 5C  | \    |
| 0101 1101 | 93  | 5D  | ]    |
| 0101 1110 | 94  | 5E  | ^    |
| 0101 1111 | 95  | 5F  | _    |

| Bin       | Dec | Hex | Znak   | Skrót |
| --------- | --- | --- | ------ | ----- |
| 0110 0000 | 96  | 60  | `      |       |
| 0110 0001 | 97  | 61  | a      |       |
| 0110 0010 | 98  | 62  | b      |       |
| 0110 0011 | 99  | 63  | c      |       |
| 0110 0100 | 100 | 64  | d      |       |
| 0110 0101 | 101 | 65  | e      |       |
| 0110 0110 | 102 | 66  | f      |       |
| 0110 0111 | 103 | 67  | g      |       |
| 0110 1000 | 104 | 68  | h      |       |
| 0110 1001 | 105 | 69  | i      |       |
| 0110 1010 | 106 | 6A  | j      |       |
| 0110 1011 | 107 | 6B  | k      |       |
| 0110 1100 | 108 | 6C  | l      |       |
| 0110 1101 | 109 | 6D  | m      |       |
| 0110 1110 | 110 | 6E  | n      |       |
| 0110 1111 | 111 | 6F  | o      |       |
| 0111 0000 | 112 | 70  | p      |       |
| 0111 0001 | 113 | 71  | q      |       |
| 0111 0010 | 114 | 72  | r      |       |
| 0111 0011 | 115 | 73  | s      |       |
| 0111 0100 | 116 | 74  | t      |       |
| 0111 0101 | 117 | 75  | u      |       |
| 0111 0110 | 118 | 76  | v      |       |
| 0111 0111 | 119 | 77  | w      |       |
| 0111 1000 | 120 | 78  | x      |       |
| 0111 1001 | 121 | 79  | y      |       |
| 0111 1010 | 122 | 7A  | z      |       |
| 0111 1011 | 123 | 7B  | {      |       |
| 0111 1100 | 124 | 7C  | \|     |       |
| 0111 1101 | 125 | 7D  | }      |       |
| 0111 1110 | 126 | 7E  | ~      |       |
| 0111 1111 | 127 | 7F  | Delete | DEL   |